# Suurküla (Märjamaa)
Suurküla – wieś w Estonii, w prowincji Rapla, w gminie Märjamaa.